# Stanley Benedict

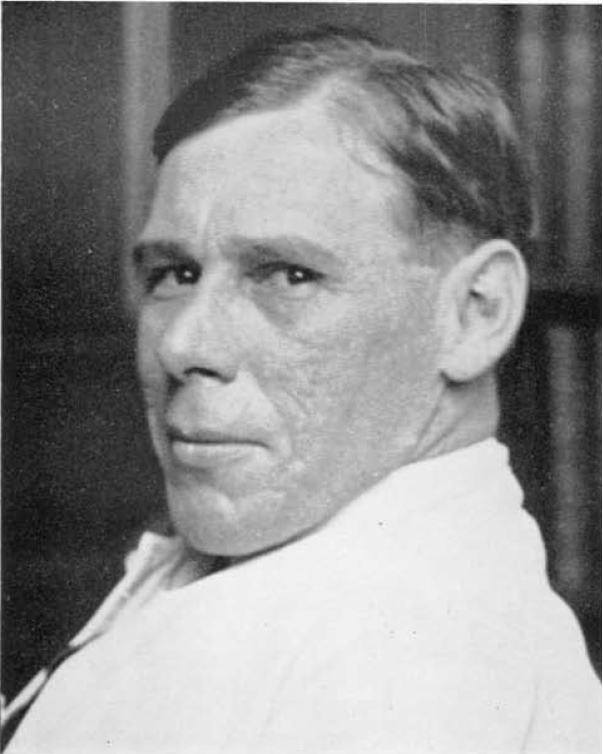
Stanley Benedict

Stanley Rossiter Benedict (* 17. März 1884 in Cincinnati; † 21. Dezember 1936) war ein US-amerikanischer Chemiker (Physiologische Chemie).
Benedict studierte bei J. F. Snell an der University of Cincinnati (Bachelor 1906) und an der Yale University bei Russell Henry Chittenden und Lafayette B. Mendel mit der Promotion 1908 in Physiologischer Chemie. Er war ab 1910 Assistant Professor für Chemische Pathologie am Medical College der Cornell University und wurde dort 1913 Professor für Chemie und Abteilungsvorstand. Er war Mitglied der National Academy of Sciences (1924).
Nach ihm ist die Benedict-Reagenz zum Zuckernachweis (zum Beispiel im Urin) benannt (1908) und er entwickelte auch weitere chemische Analyseverfahren für die Medizin. Er war auch in der Krebsforschung aktiv, wobei er (ohne Erfolg) versuchte, das Krebswachstum über den Stoffwechsel zu beeinflussen.
1919/20 war er Präsident der Society of Biological Chemists und davor deren Sekretär. Er war Mitherausgeber des Journal of Biological Chemistry, 1926 bis zu seinem Tod als Hauptherausgeber (Managing Editor).
Er war mit der Anthropologin Ruth Benedict verheiratet.